# Macrosiagon bisbinotatus
Macrosiagon bisbinotatus is een keversoort uit de familie waaierkevers (Rhipiphoridae). De wetenschappelijke naam van de soort is voor het eerst geldig gepubliceerd in 1909 door Pic.